# Krum (auteur)
Pour les articles homonymes, voir Krum (homonymie).
 (octobre 2018).
Si vous disposez d'ouvrages ou d'articles de référence ou si vous connaissez des sites web de qualité traitant du thème abordé ici, merci de compléter l'article en donnant les références utiles à sa vérifiabilité et en les liant à la section « Notes et références ».
Krum est un auteur de bande dessinée suisse né le 8 novembre 1979.

## Biographie
Né en 1979, Krum se tourne très tôt vers les arts graphiques. Après deux ans à l'école des beaux-arts du valais, il se lance dans une série d'expositions de 1999 à 2001.  
En 2003, il reçoit le premier prix des nouveaux talents au festival de bande dessinée de Sierre et crée Absurdostudio, son propre studio d'illustration. 
En 2004, il publie, aux éditions Castagniééé, L'Au-dessus, son premier album. Pour promouvoir le livre, il dessine seize affiches géantes disséminées dans la ville de Vevey. Depuis, il illustre notamment des magazines, des jeux de rôle ou encore des jeux vidéo.
2013 voit le début d’un nouveau projet intitulé O2, une bande dessinée en ligne hebdomadaire, sans parole et contemplative. 

## Publications
Bande-dessinée
- L'Au-dessus, Éditions Castagniééé, 2004; 2e édition, Hélice Hélas Éditeur, 2014  (ISBN 978-2-940522-09-5),
- L'Envol, scénario de Vincent Gessler,
- O2, Hélice Hélas Éditeur, 2015  (ISBN 978-2-940522-32-3), in Mes semblables, Ouvrage Collectif, éditeur ACOR SOS Racisme Suisse, mars 2007.